# Варнавинско језеро
Варнавинско језеро (рус. Варнавинское водохранилище) слатководно је вештачко језеро језеро на југу европског дела Руске Федерације. Административно припада Краснодарској покрајини, односно Кримском и Абинском рејону, а налази се на око десетак километара североисточно од града Кримска. 
Настало је 1971. преграђивањем корита реке Адагум, некадашње леве притоке реке Кубањ. Са реком Кубањ је повезано преко Варавинског канала који излази из западне обале језера и прати старо корито Адагума све до ушча у Кубањ код станице Варениковскаја. У језеро се још уливају и реке Абин и Мерчанка на југу и Сухој Аушедз на североистоку. Преко Крјуковског канала на истоку (дужине 37 км) је повезано са оближњим Крјуковским језером. 
Површина језерске акваторије је 42,5 km², језеро је издужено у правцу север-југ у дужини од око 11 км, док је максимална ширина око 4,2 км. Језеро је доста плитко, са просечном дубином воде од око 1,5 до 2 метра и запремином од око 0,160 км3. Површина сливног подручја је 984 km². Вода из језера се данас углавном користи за наводњавање пољопривредних површина, те у индустријске сврхе.
На обалама Варнавинског језера се налазе села Јужни, Черноморски, Красни, Мова и Варнавинско. 